# Lucas Alarcón
Lucas Bastián Alarcón Ancapi (* 5. März 2000 in Puente Alto, Santiago) ist ein ehemaliger chilenischer Fußballspieler auf der Position eines Innenverteidigers.

## Karriere

### Verein
Lucas Alarcón kam 2019 von der Jugend in die Profimannschaft von Universidad de Chile, wo er im März debütierte. Allerdings kam er nur zu wenigen Einsätzen und wurde 2020 zu Zweitligist Deportes Valdivia verliehen. Zurück bei La U konnte er sich erneut nicht durchsetzen und wurde im August 2021 an Ligakonkurrent Deportes La Serena erst verliehen und zur Saison 2022 abgegeben.

### Nationalmannschaft
Alarcón nahm 2017 mit der U17-Nationalmannschaft an der Südamerikameisterschaft im eigenen Land teil und bestritt für sein Team jedes Spiel. Chile wurde hinter Brasilien Turnierzweiter und qualifizierte sich für die später im Jahr stattfindende Weltmeisterschaft in Indien, bei der die junge La Roja mit Kapitän Alarcón in der Gruppenphase ausschied.
Alarcón spielte im Januar 2019 für die U20-Nationalmannschaft bei der U20-Südamerikameisterschaft, bei das Team nicht über die Gruppenphase hinauskam. Rund fünf Monate später lief er mit der U23-Nationalmannschaft beim Turnier von Toulon auf.

## Erfolge
Deportes La Serena
- Chilenischer Zweitligameister: 2024